# Denkmalgeschützte Objekte im Bezirk Sankt Pölten-Land
Im Bezirk St. Pölten-Land bestehen 558 denkmalgeschützte Objekte. Die unten angeführte Liste führt zu den Gemeindelisten und gibt die Anzahl der Objekte an.
| Gemeindeliste                   | Objektzahl |
| ------------------------------- | ---------- |
| Altlengbach                     | 8          |
| Asperhofen                      | 12         |
| Böheimkirchen                   | 21         |
| Brand-Laaben                    | 4          |
| Eichgraben                      | 8          |
| Frankenfels                     | 5          |
| Gablitz                         | 6          |
| Gerersdorf                      | 4          |
| Hafnerbach                      | 11         |
| Haunoldstein                    | 6          |
| Herzogenburg                    | 54         |
| Hofstetten-Grünau               | 7          |
| Inzersdorf-Getzersdorf          | 29         |
| Kapelln                         | 7          |
| Karlstetten                     | 11         |
| Kasten bei Böheimkirchen        | 11         |
| Kirchberg an der Pielach        | 9          |
| Kirchstetten                    | 8          |
| Loich                           | 2          |
| Maria Anzbach                   | 9          |
| Markersdorf-Haindorf            | 8          |
| Mauerbach                       | 16         |
| Michelbach                      | 3          |
| Neidling                        | 8          |
| Neulengbach                     | 33         |
| Neustift-Innermanzing           | 4          |
| Nußdorf ob der Traisen          | 13         |
| Ober-Grafendorf                 | 9          |
| Obritzberg-Rust                 | 10         |
| Perschling                      | 11         |
| Pressbaum                       | 17         |
| Prinzersdorf                    | 1          |
| Purkersdorf                     | 26         |
| Pyhra                           | 27         |
| Rabenstein an der Pielach       | 4          |
| Schwarzenbach an der Pielach    | 4          |
| Statzendorf                     | 10         |
| St. Margarethen an der Sierning | 4          |
| Stössing                        | 10         |
| Traismauer                      | 55         |
| Tullnerbach                     | 10         |
| Weinburg                        | 9          |
| Wilhelmsburg                    | 20         |
| Wölbling                        | 12         |
| Wolfsgraben                     | 2          |
| Summe Bezirk St. Pölten-Land    | 558        |